# Gim So-hui
Gim So-hui (kor. 김소희; * 19. August 1996 in Gangwon) ist eine südkoreanische Skirennläuferin. Sie startet hauptsächlich in den technischen Disziplinen Riesenslalom und Slalom.

## Karriere
Gim So-hui begann im Grundschulalter mit dem Skifahren. Ihre Großmutter, eine Skilehrerin, erkannte ihr Talent und wurde ihre erste Trainerin. Ihr internationales Renndebüt feierte sie am 24. November 2011 bei einem FIS-Riesenslalom in Wanlong in der Volksrepublik China. Ihr erstes internationales Großereignis bestritt sie im März 2012 bei den Juniorenweltmeisterschaften in Roccaraso. Dort belegte sie den 44. Platz im Super-G.
2014 nahm Gim So-hui erstmals an Olympischen Winterspielen teil. Bei den Wettkämpfen in Sotschi belegte sie den 53. Platz im Riesenslalom, im Slalom schied sie aus. Wenige Monate später erreichte sie ihren ersten Podestplatz im Far East Cup, als sie am 11. Dezember 2014 beim Slalom in Wanlong den dritten Platz belegte.
Bei ihren zweiten Olympischen Spielen, welche 2018 in ihrer unmittelbaren Heimat Pyeongchang stattfanden, konnte Gim ihre Leistungen leicht steigern. So belegte sie im Riesenslalom den 45. Rang. Im  Mannschaftswettbewerb schied sie mit dem südkoreanischen Team bereits in der ersten Runde aus, wobei sie ihr Duell gegen die Österreicherin Katharina Gallhuber klar verlor.
Am 7. Februar 2019 gewann Gim So-hui erstmals ein Rennen im Far East Cup. Sie siegte beim Slalom von Yongpyong. Wenige Wochen zuvor hatte sie sich erstmals zur koreanischen Meisterin im Riesenslalom bzw. Slalom gekrönt. 
Ihr Weltcupdebüt feierte sie am 6. März 2021 beim Slalom in Jasná, wobei sie die Qualifikation für den zweiten Durchgang verpasste.
In der Saison 2022/23 des Far East Cups erreichte sie insgesamt 9 Podestplätze, wodurch sie sowohl die Gesamt- als auch die Slalomwertung für sich entscheiden konnte. Den Gewinn der Gesamtwertung konnte sie in der darauffolgenden Saison verteidigen, wobei sie sich in den Disziplinenwertungen jeweils knapp geschlagen geben musste.
Den bisher größten Erfolg ihrer Karriere feierte sie bei den Winter-Asienspiele 2025 in Harbin als sie im Slalom die Silbermedaille gewinnen konnte.

## Erfolge

### Olympische Winterspiele
- Sotschi 2014: 53. Riesenslalom, DNF Slalom
- Pyeongchang 2018: 9. Mannschaft, 45. Riesenslalom, DNF Slalom
- Peking 2022: 33. Riesenslalom, 39. Slalom

### Far East Cup
- Saison 2019/20: 5. Slalomwertung, 9. Gesamtwertung, 15. Riesenslalomwertung
- Saison 2022/23: 1. Gesamtwertung, 1. Slalomwertung, 2. Riesenslalomwertung
- Saison 2023/24: 1. Gesamtwertung, 2. Slalomwertung, 2. Riesenslalomwertung
- 23 Podestplätze, davon 5 Siege

| Datum            | Ort             | Land     | Disziplin |
| ---------------- | --------------- | -------- | --------- |
| 7. Februar 2019  | Yongpyong       | Südkorea | Slalom    |
| 27. Januar 2023  | Akan            | Japan    | Slalom    |
| 28. Januar 2023  | Akan            | Japan    | Slalom    |
| 1. Februar 2024  | Yongpyong       | Südkorea | Slalom    |
| 29. Februar 2024 | Sugadairakohgen | Japan    | Slalom    |

### Juniorenweltmeisterschaften
- Roccaraso 2012: 44. Super-G

### Australian New Zealand Cup
- 2 Platzierungen unter den besten 10

### Universiade
- Almaty 2017: 22. Alpine Kombination, 23. Super-G, 23. Riesenslalom

### Asienspiele
- Harbin 2025: 2. Slalom

### Weitere Erfolge
- 46 Siege bei FIS-Rennen
- Südkoreanische Meisterin im Slalom (2019, 2020, 2023)
- Südkoreanische Meisterin im Riesenslalom (2019, 2022, 2023, 2024)
- Südkoreanische Vizemeisterin im Slalom (2021, 2022)
- Südkoreanische Vizemeisterin im Riesenslalom (2021)